# SK Kalken
SK Kalken was een Belgische voetbalclub uit Kalken. De club was bij de KBVB aangesloten met stamnummer 8595 en had geel en wit als kleuren. In 2007 ging de club op in fusieclub KVV Laarne-Kalken.

## Geschiedenis
Halverwege de jaren 70 sloot SK Kalken zich aan bij de Belgische Voetbalbond. In Kalken was al enkele decennia FC Hoger Op Kalken actief. SK Kalken ging van start in de laagste provinciale reeksen. Kalken bleef in de lagere provinciale reeksen spelen, tot men rond de eeuwwisseling een opgang kende.
In 1995/96 speelden beide Kalkense clubs nog in Vierde Provinciale, maar na de titel van HO Kalken in 1996 promoveerde in 1997 ook SK Kalken naar Derde Provinciale, waar het opnieuw zijn dorpsgenoot aantrof. Die zou echter in 1998 nog verder promoveren. SK Kalken bleef in Derde Provinciale, tot men na vijf seizoenen in 2002 opnieuw promoveerde. SK Kalken klom zo op naar Tweede Provinciale, waar men opnieuw HO Kalken trof.
SK Kalken degradeerde opnieuw en kreeg bovendien te maken met infrastructuurproblemen. De clubinfrastructuur aan de Ekerstraat lag zonevreemd en de club stelde voor te gaan spelen op de nieuwe gemeentelijke terreinen bij de sporthal van Laarne, waar ook het naburige KFC Eendracht Laarne naartoe zou verhuizen. Het kwam eind 2006 tot gesprekken SK Kalken en Eendracht Laarne, die op dat moment beide in Derde Provinciale speelden, en men besloot om een fusie aan te gaan. Beide clubs gingen zo in 2007 samen tot KVV Laarne-Kalken, dat verder speelde met stamnummer 4949 van Eendracht Laarne. Stamnummer 8595 van SK Kalken werd definitief geschrapt.